# SMS Zrínyi
Le SMS Zrínyi est un cuirassé pré-Dreadnought de 1re classe (Schlachtschiff) de classe Radetzky construit pour la Marine austro-hongroise (K.u.K. Kriesgmarine), et baptisé du nom de la famille Zrinski.

Il fut brièvement appelé USS Zrínyi, dans la marine américaine, entre la fin de la guerre et sa remise à l'Italie pour démantèlement.

## Conception
Le Zrínyi et ses deux sister-ships Erzherzog Franz Ferdinand et Radetzky furent les trois derniers pré-dreadnoughts construits avant la première classe de type Dreadnought, la classe Tegetthoff.

## Histoire
Durant la Première Guerre mondiale il opéra avec ses deux sister-ships dans la 2e division austro-hongroise en mer Adriatique dans le cadre de la Triple-Entente en soutien des SMS Goeben et SMS Breslau de la Kaiserliche Marine en début de conflit.

Il participa à plusieurs offensives de bombardement des ports italiens de Senigallia et Ancône et au blocus du canal d'Otrante pour la défense de l'Empire austro-hongrois.

À la fin de la guerre il devait être transféré à la Yougoslavie mais il sera arraisonné par la marine américaine. Le traité de Paix de Saint-Germain-en-Laye du 10 septembre 1919 ne reconnaîtra pas le transfert de la flotte austro-hongroise à la Yougoslavie. Il  servira dans la marine américaine avant d'être cédé à l'Italie pour démantèlement en 1921.